# 2003 год в музыке

## События

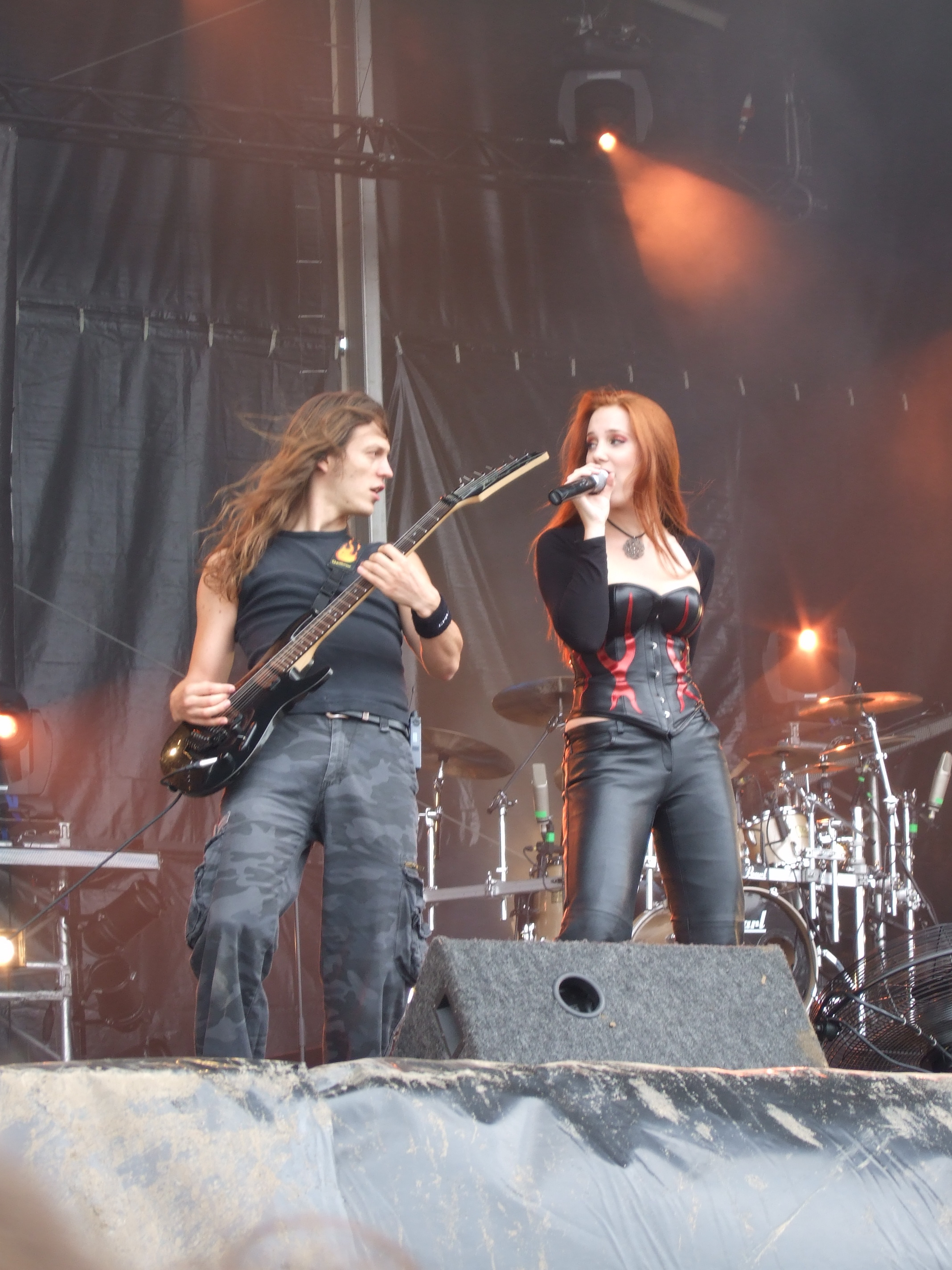
Марк Янсен основал Epica

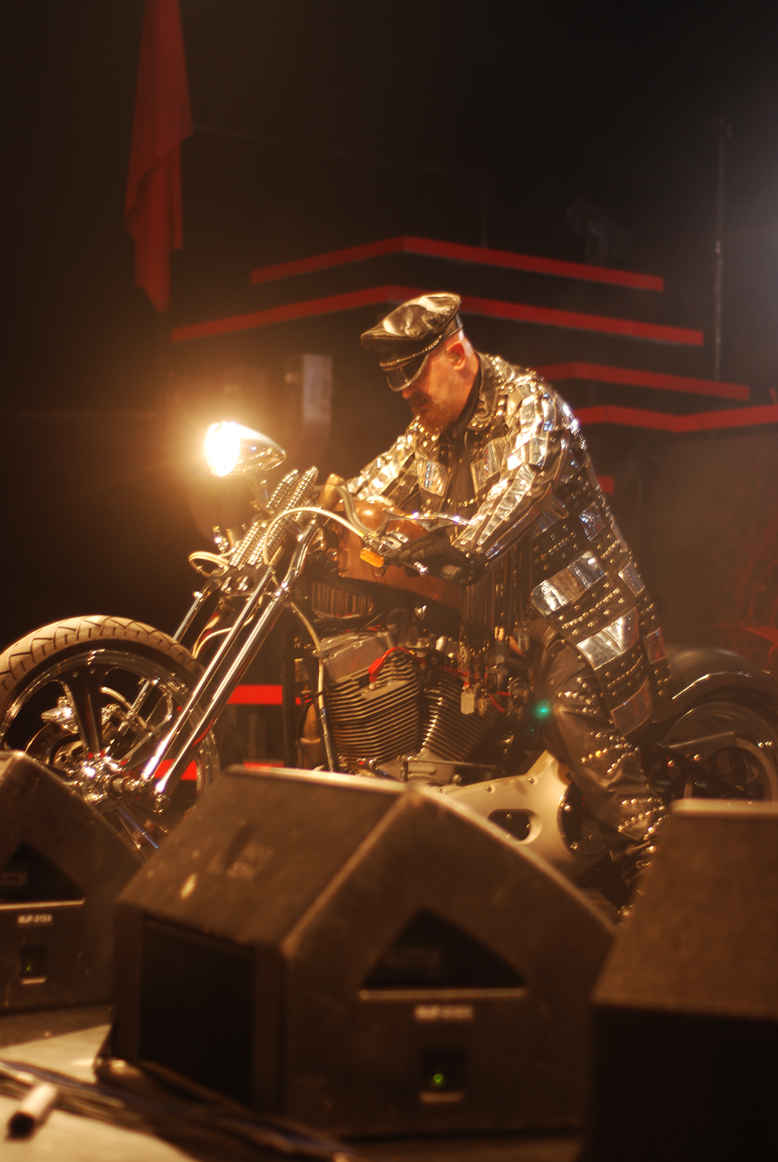
Роб Хэлфорд вернулся в Judas Priest

- Вокалист Мэтью Барлоу покидает хеви-метал-группу Iced Earth и становится офицером полиции. Его заменяет Тим Оуэнс из Judas Priest.
- На место Оуэнса в Judas Priest возвращается основатель группы Роб Хэлфорд
- Гитарист Марк Янсен покидает симфо-метал-группу After Forever и основывает аналогичный проект Epica.
- Основана викинг-метал группа Equilibrium.
- Журнал Rolling Stone публикует список 500 величайших альбомов всех времён по версии журнала Rolling Stone
- Группа «Тату» успешно покоряет Запад и выступает на конкурсе Евровидение 2003 в городе Рига. Группа заняла третье место.

## Продажи
Самые продавамые синглы 2003 года в мире (по данным ).
Продажи по сравнению с предыдущим годом существенно уменьшились. Лидер чарта достиг только 6-миллионной отметки, что является не самым лучшим результатом по сравнению с предыдущими лидерами годового глобального чарта. Помимо американских исполнителей в итоговый чарт 2003 года также вошли два британских исполнителя и по одному исполнителю из России и Канады. Аврил Лавин и Eminem — единственные исполнители из данного чарта, которые попадают в итоговый ТОП-10 второй год подряд. Российская группа «Тату» стала первым представителем российского музыкального рынка, кому удалось войти в мировой глобальный чарт.
| №  | Исполнитель         | Сингл                   | Количество проданных копий |
| -- | ------------------- | ----------------------- | -------------------------- |
| 1  | Evanescence         | Bring Me to Life        | 6 523 000                  |
| 2  | Beyoncé и Jay-Z     | Crazy in Love           | 5 818 000                  |
| 3  | The Black Eyed Peas | Where Is the Love?      | 5 787 000                  |
| 4  | t.A.T.u.            | All The Things She Said | 5 785 000                  |
| 5  | Dido                | White Flag              | 5 537 000                  |
| 6  | Робби Уильямс       | Feel                    | 5 097 000                  |
| 7  | Eminem              | Lose Yourself           | 4 732 000                  |
| 8  | Кристина Агилера    | Beautiful               | 4 626 000                  |
| 9  | 50 Cent             | In Da Club              | 4 427 000                  |
| 10 | Аврил Лавин         | I’m With You            | 4 252 000                  |

- Самый продаваемый альбом в США (Billboard 200) — Get Rich or Die Tryin’ (50 Cent), второе место — Come Away with Me (Нора Джонс), третье место — Up! (Шанайя Твейн)
- Самый продаваемый альбом в Великобритании — Life for Rent (Дайдо), второе место — Justified (Джастин Тимберлейк), третье место — Stripped (Кристина Агилера)
- Самый продаваемый сингл в США (Billboard Hot 100) — «In Da Club» (50 Cent), второе место — «Ignition» (R. Kelly), третье место — «Get Busy» (Sean Paul)
- Самый продаваемый сингл в Великобритании — «Where Is the Love?» (The Black Eyed Peas)

## Награды
- «Грэмми» за альбом года — OutKast за Speakerboxxx/The Love Below
- «Грэмми» за запись года — Coldplay за «Clocks»
- «Грэмми» за песню года — Ричард Маркс и Лютер Вандрос за «Dance With My Father»
- Brit Awards за лучшие британские записи: сингл — «White Flag» (Дайдо), альбом — Permission to Land (The Darkness)
- Лучшая песня согласно журналу Rolling Stone — «Hey Ya!» (OutKast)
- «Грэмми» за песню года — Ричард Маркс и Лютер Вандрос за «Dance With My Father»
- MTV Europe Music Awards Номинация: Лучший скандинавский исполнитель — The Rasmus

### Зал славы рок-н-ролла
Исполнители:
- AC/DC (Брайан Джонсон, Фил Радд, Бон Скотт, Клифф Уильямс, Ангус Янг и Малкольм Янг)[1]
- The Clash (Мик Джонс, Пол Симонон, Джо Страммер, Топпер Хидон и Терри Чаймс[англ.])[2]
- Elvis Costello & the Attractions (Элвис Костелло, Стив Найив[англ.], Брюс Томас[англ.] и Пит Томас[англ.])[3]
- The Police (Стюарт Коупленд, Энди Саммерс и Стинг)[4]
- The Righteous Brothers (Билл Медли и Бобби Хэтфилд[англ.])[5]

Неисполнители:
- Мо Остин[6]

Аккомпанирующие музыканты:
- Бенни Бенджамин[англ.][7]
- Стив Дуглас[англ.][8]
- Флойд Крамер[9]

### Зал славы авторов песен
- Джон Дикон[10]
- Фил Коллинз[11]
- Литл Ричард[12]
- Ван Моррисон[13]
- Фредди Меркьюри[14]
- Брайан Мэй[15]
- Роджер Тейлор[16]

Награда Джонни Мерсера:
- Джимми Уэбб[17]

Награда Эйба Олмена издателю:
- Николас Фирт[англ.][18]

Награда Сэмми Кана за жизненные достижения:
- Патти Лабелль[19]

Награда Хауи Ричмонда создателю хитов:
- Клайв Дэвис[20]

Награда покровителю искусств:
- Мартин Бандиер[англ.][21]

Награда за выдающуюся песню:
- I Left My Heart in San Francisco[22]

### Зал славы кантри
- Флойд Крамер[23]
- Карл Смит[24]

## Рейтинги
- Самые известные российские исполнители (2003)

## Группы

### Новые
- Арктида (6 апреля)
- Бикини
- Бойкот
- Stateless
- Enter Shikari
- Emmure
- Powerwolf
- Рок-группа
- Сурганова и оркестр

#### Ушедшие на перерыв
- The Cranberries

## Выпущенные альбомы
См. также категорию альбомов 2003 года.
- The Album? — Олег Чубыкин
- M-Series — Maurizio
- El Ultimo — Los Incas
- Семь дней — Игорь Куприянов
- Настоящий — Александр Новиков
- Шпана фартовая — Анатолий Полотно
- The Singles (DVD) — Down Low
- Faust des Nordwestens — Azad
- Выход — NTL
- Очень нужен ты — Саша Project
- Без любви — Акула
- U Kori Tame (Demo) — Tales of Dark
- Death Awaits — Suicide Silence
- Buried Songs: The Early Times — Poema Arcanus
- Волшебство — Flëur
- Неномерной — Многоточие
- Пятница — 5’Nizza
- Имя рек — Ю-Питер
- Мыши 2002 (Звуки Му)
- Зелёненький (Звуки Му)
- Великое молчание вагона метро (Звуки Му)
- Баллады 2 — Сектор Газа
- Лучшие песни — Сектор Газа
- Жертва — Монгол Шуудан
- Другая семья — Непара
- Рок-группа — Попса

### Январь
- Hate Crew Deathroll — Children of Bodom (1 января)
- Песни из фильма «Золушка» — разные исполнители (13 января)
- Жизнь (Золотое время российского Интернета...) — Новая Тема (15 января)
- Lost In Space — Laika (25 января)
- Other People’s Songs — Erasure (27 января)
- Aphelion — Amethystium (28 января)

### Февраль
- Кленовый лист — Валерий Леонтьев
- Walking on a Thin Line  — Guano Apes (3 февраля)
- Get Rich Or Die Tryin’ — 50 Cent (6 февраля)
- Freeway — Smash!! (6 февраля)
- 100th Window — Massive Attack (10 февраля)
- Новые люди — Сплин (14 февраля)
- Animositisomina — Ministry (17 февраля)
- Crush 40 — Crush 40 (18 февраля)

### Март
- Говорит и показывает — Пикник (1 марта)
- Statues — Moloko (3 марта)
- Fallen — Evanescence (4 марта)
- The Power to Believe — King Crimson (4 марта)
- Суперсиметрія — Океан Ельзи (12 марта)
- Back in the World — Пол Маккартни (17 марта)
- Neon Nights — Данни Миноуг (17 марта)
- Boomkatalog One — Boomkat (18 марта)
- Kill or Be Killed — Biohazard (18 марта)

- Dead Letters — The Rasmus (21 марта)
- 26 Mixes for Cash — Aphex Twin (24 марта)
- Meteora — Linkin Park (25 марта)
- Eye Candy — Mis-Teeq (29 марта)
- The Stadium Techno Experience — Scooter (31 марта)

### Апрель
- Elephant — The White Stripes (1 апреля)
- Sleeping with Ghosts — Placebo (1 апреля)
- Космос — Элизиум (1 апреля)
- Faceless — Godsmack (8 апреля)
- Converting Vegetarians — Infected Mushroom (9 апреля)
- Love Metal — HIM (14 апреля)
- Стоп! Снято! — ВИА Гра (14 апреля)
- American Life — Madonna (22 апреля)
- Незнакомка — Филипп Киркоров (23 апреля)
- Дорога сна — Мельница

### Май
- Take This to Your Grave — Fall Out Boy (6 мая)
- Think Tank — Blur (6 мая)
- Рожь и клевер — Юта (Мистерия звука, 11 мая)
- The Golden Age of Grotesque — Marilyn Manson (13 мая)
- Песни рыбака —  Аквариум (17 мая)
- Vulnerable — Tricky (19 мая)
- Kill the Sun — Xandria (23 мая)
- Live — Blind Guardian (26 мая)
- Единочество II. Живой — ДДТ (27 мая)
- Крещение огнём — Ария (29 мая)
- 9 — Эрос Рамаццотти (30 мая)

### Июнь
- Radio JXL: A Broadcast From the Computer Hell Cabin — Junkie XL (2 июня)
- 0304 — Jewel (3 июня)
- St. Anger — Metallica (5 июня)
- Hail to the Thief — Radiohead (9 июня)
- Welcome Interstate Managers — Fountains of Wayne (10 июня)
- Країна — Ирина Билык (10 июня)
- Elephunk — The Black Eyed Peas (24 июня)
- Dubstep Allstars Vol. 1 — Hatcha, (30 июня)
- Ghost of a Rose — Blackmore’s Night (30 июня)
- Роза чайная — Маша Распутина

### Июль
- Permission to Land — The Darkness (7 июля)
- Cocktail E-Rotic — E-Rotic (9 июля)
- Ocean Avenue — Yellowcard (22 июля)
- Three Days Grace — Three Days Grace (22 июля)

### Август
- Jeff — Джефф Бек (2 августа)
- Путь наверх — Кипелов (10 августа)
- Unstable — Adema (12 августа)
- Bananas — Deep Purple (25 августа)
- Metamorphosis — Хилари Дафф (26 августа)
- Waking the Fallen — Avenged Sevenfold (26 августа)

### Сентябрь
- Sieben (7) — In Extremo (1 сентября)

- Kuulkaas enot! — PMMP (5 сентября)
- Dance of Death — Iron Maiden (8 сентября)
- Death Cult Armageddon — Dimmu Borgir (8 сентября)
- Farewell — Clan of Xymox (9 сентября)
- Grand Champ - DMX (16 сентября)
- Stop! Stop! Stop! — ВИА Гра (18 сентября)
- 1-й круг — 7раса (20 сентября)
- Never, Never, Land — Unkle (22 сентября)
- Sheath — LFO (22 сентября)
- Cheers — Оби Трайс (23 сентября)
- Heretic — Morbid Angel (23 сентября)
- Speakerboxxx/The Love Below — Outkast (23 сентября)
- Results May Vary — Limp Bizkit (23 сентября)
- The Long Road — Nickelback (23 сентября)
- Absolution — Muse (29 сентября)
- Funky Dory — Рэйчел Стивенс (29 сентября)
- The Jethro Tull Christmas Album — Jethro Tull (30 сентября)
- Voyageur — Enigma (30 сентября)
- Phenomenon — Thousand Foot Krutch (30 сентября)

### Октябрь
- Champion Sound — Jaylib (7 октября)
- Shadow Zone — Static-X (7 октября)
- Rock’n’Roll мёртв? — НАИВ (8 октября)
- Страна любви — Валерия (12 октября)
- God's Silence, Devil's Temptation — Elis (14 октября)
- The Movie Album — Барбра Стрейзанд (14 октября)
- Ember To Inferno — Trivium (14 октября)
- XIII — Mushroomhead (14 октября)
- Wherever I Am I Am What Is Missing — Laika (20 октября)
- Prey — Tiamat (27 октября)
- What Is Real and What Is Not — Urinals (28 октября)
- Поэзия — Полюса (30 октября)

### Ноябрь
- The Journey Continues — Джозеф, Брэдли (1 ноября)
- News - Шура
- Call Off the Search — Кэти Мелуа (3 ноября)
- Babylon — Яромир Ногавица (4 ноября)
- Payable on Death — P.O.D. (4 ноября)
- Folklore — Нелли Фуртадо (5 ноября)
- Train of Thought — Dream Theater (11 ноября)
- Биология — ВИА Гра (12 ноября)
- The Singles 1992-2003 — No Doubt (14 ноября)
- In the Zone — Бритни Спирс (16 ноября)
- Tvій формат — Океан Ельзи (17 ноября)
- Blink-182 — Blink-182 (18 ноября)
- Collide — Skillet (18 ноября)
- Number Ones — Майкл Джексон (18 ноября)
- Мало-по-малу — Bad Balance (20 ноября)
- Take a Look in the Mirror — Korn (21 ноября)
- Turnaround — Westlife (24 ноября)
- Unearthed — Джонни Кэш (25 ноября)
- Live at the Grand Olympic Auditorium — Rage Against the Machine (25 ноября)
- 7 — Энрике Иглесиас (25 ноября)

### Декабрь
- RemixeS — Милен Фармер (2 декабря)

- Нега — Валерий Меладзе (2 декабря)
- Splinter — The Offspring (9 декабря)
- Through the Ashes of Empires — Machine Head (16 декабря)
- The Phantom Agony — Epica (23 декабря)

### Без точной даты
- Баллады 2 (Сектор Газа)

## Родились
- 18 октября — Катя Адушкина — российский видеоблогер и певица.
- 9 декабря — Син Юна — южнокорейская певица, танцор и рэпер, участница группы Itzy.
- 23 декабря — Арина Данилова — российская певица и блогер.

## Скончались
- 11 января — Микки Финн[англ.] (55) — британский музыкант, барабанщик группы T. Rex
- 12 января — Морис Гибб (53) — британский певец, музыкант и автор песен, вокалист группы Bee Gees
- 26 января — Владимир Мулявин, белорусский музыкант, композитор, основатель легендарного коллектива Песняры
- 23 февраля — Хауи Эпстайн[англ.] (47) — американский музыкант, басист группы Tom Petty and the Heartbreakers
- 2 марта — Хэнк Баллард (75) — американский певец и автор песен
- 6 марта — Элис Мартино, английская поп-певица и автор песен
- 2 апреля — Эдвин Старр, американский соул-исполнитель
- 21 апреля — Нина Симон (70) — американская певица, пианистка, композитор и аранжировщица
- 11 мая — Ноэль Реддинг (57) — британский музыкант, бас-гитарист группы The Jimi Hendrix Experience
- 30 июля — Сэм Филлипс (80) — американский продюсер, основатель рекорд-лейбла Sun Records
- 12 сентября — Джонни Кэш (71) — американский певец, музыкант и автор песен
- 29 октября — Франко Корелли, легендарный оперный певец.
- 5 ноября — Бобби Хэтфилд[англ.] (63) — американский певец, вокалист группы The Righteous Brothers